# Ciril Zlobec
Ciril Zlobec (4. července 1925, Ponikve – 24. srpna 2018) byl slovinský básník, spisovatel, publicista, novinář, překladatel, redaktor a politik.

## Životopis
Narodil se do venkovské rodiny jako nejmladší ze sedmi dětí. Základní školu navštěvoval ve vsi Avber, gymnázium v Gorici a Koperu. Z gymnázia byl roku 1941 vyloučen, protože se přišlo na to, že píše básně ve slovinštině a že některé z nich mají milostný podtext. Právě láska a erotika, jako bezprostřední výpověď a filozofická metafora, je jádrem veškeré autorovy pozdější činnosti. Po druhé světové válce ve studiích pokračoval, a to v Ljubljani, kde vystudoval slavistiku. Na to zde začal pracovat jako novinář. Známý je také jako překladatel, zvláště z italštiny (Dante Alighieri, Leopardi, Carducci, Montale, Ungaretti, Quasimodo …) a srbochorvatštiny (Davičo, Popa, Mihalić). Roku 1985 se stal členem SAZU (Slovinská akademie věd). Roku 1992 a 1996 byl zvolen jejím viceprezidentem. Je také dopisovatelem Chorvatské akademie věd a umění, řádným členem Evropské akademie v Salcburku a Mediteránské v Neapoli. Roku 1990 se stal členem Předsednictva Republiky Slovinsko.

## Literární činnost
Je znám především jako básník, který píše lyrické, citlivé básně. První básně uveřejnil již během války. Roku 1953 společně se třemi dalšími autory (Tone Pavček, Kajetan Kovič, Janez Menart) vydal svoji první básnickou sbírku Pesmi štirih. Následovalo množství dalších básnických sbírek: Pobeglo otroštvo (1957), Ljubezen (1958), Najina oaza (1964), Pesmi jeze in ljubezni (1968), Čudovita pustolovščina (1971), Dve žgoči sonci (1973), Vračanja na Kras (1974), Kras (1976), Pesmi (1979), Glas (1980), Pesmi ljubezni (1981), Beseda (1985), Nove pesmi (1985), Rod (1988), Moja kratka večnost (1990), Ljubezen dvoedina (1993), Stopnice k tebi (1995), Skoraj himna (1995), Ti – jaz – midva (1995), Mojih sedemdeset (1995), Čudež telovzetja (2004).
Jedná se i o autora dvou románů: Moj brat svetnik (1970), Spomin kot zgodba (1998). Z roku 1962 je hra Moška leta našega otroštva. Roku 1974 připravil antologii slovinské poezie a výběr italské lyriky. Vytvořil také více esejistických děl: Poezija in politika (1975), Slovenska samobitnost in pisatelj (1986), Priznam, rekel sem (1988) či Lepo je biti Slovenec, ni pa lahko (1992).
Mnohá jeho díla byla přeložena do cizích jazyků.

## Překlady do češtiny
- Sedm slovinských básníků (Praha, 1994) – výbor z díla sedmi současných slovinských básníků: Ciril Zlobec, Dane Zajc, Kajetan Kovič, Svetlana Makarovič, Tomaž Šalamun, Milan Jesih, Aleš Debeljak – přeložil František Benhart
- Kvadratura kruhu (Praha, 1997) – výbor ze slovinských originálů Skoraj himna, Stopnice k tebi – sestavil a přeložil František Benhart a Václav Daněk

## Ceny za literaturu
Za svoji literární činnost získal několik domácích i zahraničních ocenění.
- Domácí ceny: obě Prešernovy – Sklada a velká Prešernova cena, Župančičeva, Prežihova a Kajuhova cena, Zlatá mince za poezii
- Zahraniční ceny: Eugenio Montale, Città dello Stretto, Carlo Betocchi – Città di Piombino, Giuseppe Acerbi, Fulvia Tomizze, Pjesnički festival Zagreb